# Nordmakedonien i olympiska spelen
Nordmakedonien har deltagit i 8 olympiska spel (4 sommar, 4 vinter) sedan 1996. Tidigare, fram till och med 1988, tävlade de makedoniska idrottarna för Jugoslavien. Officiellt sett tävlade de under namnet "Former Yugoslav Republic of Macedonia", oftast förkortat FYR Makedonien på grund av en namndispyt med Grekland. 2019 löstes namnkonflikten med Grekland och landet antog det nuvarande namnet "Nordmakedonien".
Nordmakedonien har tagit endast en medalj. Dock har ett flertal makedoniska idrottare tagit medaljer för Jugoslavien fram till 1988.

## Medaljer
| Guld | Silver | Brons | Totalt antal medaljer |
| ---- | ------ | ----- | --------------------- |
| 0    | 0      | 1     | 1                     |

### Samtliga medaljörer
| Gren                                       | Spel        | Namn              | Guld | Silver | Brons |
| Brottning, Fristil 85 kilosklassen, herrar | 2000 sommar | Mogamed Ibragimov |      |        | X     |